# Ghaleb Rida
Ghaleb Rida, conosciuto anche come Ghaleb Reda (in arabo غالب رضا‎?; Nabatiye, 10 luglio 1981), è un ex cestista libanese.

## Carriera
Con il Libano ha disputato i Campionati mondiali del 2010 e due edizioni dei Campionati asiatici (2003, 2011).